# Police de sécurité lituanienne
La police de sécurité lituanienne, également connue sous le nom de Saugumas (lituanien : Saugumo policija), était une unité de police paramilitaire collaborationniste active de 1941 à 1944, pendant l’occupation de la Lituanie lors de la Seconde Guerre mondiale.
En collaborant avec la Sipo (police de sureté) et le SD (service de renseignement de la SS), l’unité était directement subordonnée à la Kripo (police criminelle). Elle prit une part active à la Shoah en Lituanie, dans la persécution de la résistance polonaise et des partisans soviétiques.

## Contexte et formation
Lors de l'occupation de la Lituanie par l'Union soviétique le 15 juin 1940, le ministère lituanien de l'Intérieur fut liquidé et remplacé par le NKVD soviétique. De nombreux anciens employés du ministère ont été arrêtés et emprisonnés en tant que prétendus ennemis du peuple. Lorsque l'Allemagne nazie envahit l'Union soviétique le 22 juin 1941, les Lituaniens organisèrent un soulèvement anti-soviétique en juin dans l'espoir de restaurer l'indépendance de la Lituanie. Un gouvernement fantoche pro-nazi est formé avec pour Premier ministre Juozas Ambrazevičius. Le 24 juin 1941, le gouvernement reconstitue le ministère de l'Intérieur d'avant-guerre comprenant trois départements : la sécurité de l'État, la police et les prisons. Le Département de la sécurité de l’État est dirigé par Vytautas Reivytis.
Après la prise de contrôle de la Lituanie par les Allemands, il devint évident que ceux-ci n’avaient aucune intention d’accorder leur autonomie à la Lituanie et le gouvernement provisoire fut dissous le 5 août 1941. Dans le même temps, la police et les services de renseignement recréés au cours de la période de transition ont été jugés utiles et intégrés au système de sécurité allemand. L'ancien département de la sécurité de l'État a été réorganisé en police de sécurité lituanienne, composé de bataillons TDA lituaniens.

## Activités

### Persécution des communistes et de la résistance polonaise
La tâche initiale de l'unité consistait à identifier et à arrêter les communistes. Pendant les premiers mois de l'occupation allemande, le « Commissariat communiste » de la branche de Vilnius, dirigé par Juozas Bagdonis, était particulièrement actif. Il est dénommé d'après les documents de 1941 section communiste-juive (Komunistų-žydų sekcija). Ce commissariat était chargé d'espionner, d'arrêter et d'interroger des communistes, des membres du Komsomol, d'anciens employés du gouvernement soviétique, collaborateurs du NKVD, juifs et partisans. À Kaunas, l'unité a arrêté environ 200 communistes ; environ 170 d’entre-eux figuraient sur une liste de communistes connus. Le 26 juin 1941, le groupe a été transféré au Septième Fort et exécuté. Le lendemain, les Allemands interdirent aux Lituaniens de mettre en œuvre des exécutions de manière indépendante.
Alors que la guerre continuait, l'accent était mis sur les opérations contre les partisans soviétiques et la résistance polonaise particulièrement actives dans l'est de la Lituanie. En février 1942, le SiPo et le SD allemands exigèrent l'enregistrement de l'intelligentsia polonaise (voir liste de proscription).

### Persécution des juifs
Pendant les premières semaines de l'occupation allemande, l'unité s'est concentré sur la persécution des communistes, quelle que soit leur nationalité. À cette époque, les Juifs n'étaient persécutés que s'ils participaient à des activités communistes. Au fil du temps, les « indésirables » furent persécutés en raison de leur appartenance ethnique : les ciblés étaient les Juifs ou « Juifs présumés », leurs partisans, les évadés des ghettos, ou les auteurs de violations des lois raciales nazies.
Les activités des bureaux de la police auxiliaire dans les grandes villes (Vilnius, Kaunas) et dans les provinces différaient par leur principe. Les officiers opérant dans les grandes villes étudient le plus souvent des cas plus complexes de caractère politique et stratégique, ne participant donc pas directement au massacre de masse. Après des interrogatoires, les Juifs étaient remis soit à la Gestapo, soit à une autre force collaborationniste lituanienne appelée Ypatingasis būrys, les transportant ensuite sur le site du massacre de Poneriai ou d’autres lieux d’exécutions de masse,. Les bureaux de la police de sécurité dans la province ont joué un rôle actif dans la Shoah : les responsables, en plus de mener les interrogatoires, organisaient des arrestations massives, transportaient les Juifs vers des lieux d'emprisonnement ou d'exécution, ou menaient eux-mêmes les massacres. Environ 80% des Juifs lituaniens ont été assassinés à la fin de 1941.

## Poursuites d'après-guerre
À la fin de la guerre, de nombreux membres de la police de sécurité lituanienne ont fui en Europe occidentale, notamment en Allemagne. En 1955, Aleksandras Lileikis, ancien commandant de sa branche de Vilnius, émigra aux États-Unis où il obtint la citoyenneté, avant d'être expulsé en 1996. En Lituanie, le procès de Lileikis fut reporté à plusieurs reprises en raison de sa santé précaire, mourant à 93 ans sans avoir été jugé. Lileikis accorda des interviews à la presse et publia un mémoire intitulé Pažadinto laiko pėdsakais  (ISBN 9789986847281) dans lequel il nia tout accusation.
Kazys Gimžauskas, député de Lileikis, rentré en Lituanie après l'ouverture d'une enquête des autorités américaines en 1996, a été reconnu coupable en 2001 de participation au génocide. En 2006, Algimantas Dailidė a été condamné pour avoir persécuté et arrêté deux Polonais et douze Juifs lorsqu'il travaillait au sein de la police de sécurité lituanienne.